# Dalla Bussola
Dalla Bussola è il secondo album dal vivo della cantante italiana Mina, pubblicato su LP dalla casa discografica PDU di proprietà dell'artista a novembre del 1972 e distribuito dalla EMI Italiana.

## Descrizione
Sono solo 3 gli album dal vivo nella carriera dell'artista (tutti catalogati nella discografia ufficiale come "album studio"): questo documenta l'esibizione del 16 settembre 1972; il precedente e primo Mina alla Bussola dal vivo (1968); il successivo e storico per l'ultima apparizione in pubblico di Mina Mina Live '78. Tutti contengono registrazioni di concerti tenuti in epoche diverse, ma sempre nello stesso locale, La Bussola di Focette sul lungomare a Marina di Pietrasanta in Versilia. 
Pubblicato in coppia con l'album studio Altro, è stato inizialmente commercializzato insieme a quest'ultimo in una busta interamente bianca con il solo nome della cantante in rilievo e il titolo 1+1. Nella confezione originale sono inseriti due libretti: a sinistra, quello relativo a Altro si apre normalmente, a destra, quello di Dalla Bussola si apre invece al contrario, come un testo in ebraico.
È il primo di una serie di dischi doppi che saranno poi messi in vendita anche separatamente. 
L'edizione iniziale venduta singolarmente, presenta una copertina apribile interamente laminata e il libretto, con i crediti e le foto tratte dallo spettacolo, stampato normalmente, spillato all'interno. Sul retro solo una piccola foto.
La successiva ristampa, adottata anche per la versione su CD (PDU CDP 7902742), è a busta chiusa, opaca, con i crediti sul retro; quest'ultimo presenta una foto differente.
La registrazione video del concerto completo, compreso il medley di brani appartenenti al repertorio di Mina (Non credere/E se domani/Insieme/Bugiardo e incosciente/Parole parole/Io e te da soli), assente nell'album originale, compare su DVD a tiratura limitata per la prima volta nel 2003.
Nell'estate del 2017, la cantante stessa, tramite il suo canale  sulla piattaforma YouTube, ha reso pubblico l'intero video del concerto.
Per celebrare i quarant'anni dalla pubblicazione, il 3 aprile 2012 è stata commercializzata un'edizione speciale del disco, disponibile fino al 31 dicembre.
Si tratta di un box, con una nuova copertina, comprendente la versione rimasterizzata completa del concerto (per la prima volta anche) su CD e su DVD (EMI/PDU 5099946347725), con allegato un libretto di 24 pagine contenente foto di Mina.

## Brani e altre versioni
Delle canzoni in inglese NON esistono altre esecuzioni della cantante. Anche la versione estesa di Fly Me to the Moon e il medley, reperibili nel bonus CD Del mio meglio n. 10, Live, presente nel cofanetto in edizione a tiratura limitata e numerata del 2006 intitolato Ascoltami, guardami, provengono dalla registrazione del concerto rimasterizzata per l'occasione.
- Groove Merchant
Pezzo strumentale tratto dall'omonimo album (1967) del musicista jazz Jerome Richardson.[4]
- You've Made Me So Very Happy
Canzone da un singolo del 1967, successo per Brenda Holloway, che ne è anche co-autrice.[5]
- Laia ladaia 
Versione, con testo in inglese di Norman Gimbel, dell'originale in portoghese Reza tratto dal primo album A música de Edu Lobo por Edu Lobo (1964) del cantautore brasiliano Edu Lobo.
- Someday (You'll Want Me to Want You)
Brano molto popolare oltreoceano, scritto nel 1945 da Jimmie Hodges. Dopo la prima interpretazione di Sally Foster con gli Hoosier Hot Shots, ha avuto numerose incisioni nei decenni successivi; alcune con rilevante successo nella classifica statunitense e talvolta anche in quella inglese.[6]

- E penso a te: vedi Mina (1971)
- Fiume azzurro: vedi Cinquemilaquarantatre (1972)
- Io vivrò (senza te)
Mai registrata in studio. Un'altra esecuzione del 1970, 'in presa diretta' presso la Radio Svizzera Italiana, è contenuta nella raccolta Del mio meglio (1971).

## Tracce
Lato A
1. The Groove Merchant (strumentale) – 2:20 (Jerome Richardson; edizioni musicali Decca Records)
2. Fly Me to the Moon (In Other Words) – 2:47 (Bart Howard; edizioni musicali Decca Records)
3. E penso a te – 3:26 (testo: Mogol – musica: Lucio Battisti; edizioni musicali Acqua azzurra)
4. Fiume azzurro – 3:42 (testo: Luigi Albertelli – musica: Enrico Riccardi; edizioni musicali PDU/Ritmi e canzoni)
5. Io vivrò (senza te) – 4:57 (testo: Mogol – musica: Lucio Battisti; edizioni musicali CAM)

Lato B
1. You've Made Me So Very Happy – 3:13 (Berry Gordy, Brenda e Patrice Holloway, Frank Wilson; edizioni musicali Decca Records)
2. Laia ladaia (Reza) – 3:08 (Edu Lobo, Ruy Guerra; edizioni musicali Decca Records)
3. Someday (You'll Want Me to Want You) – 6:57 (Jimmie Hodges; edizioni musicali Decca Records)
4. The Groove Merchant (strumentale) – 1:10 (Jerome Richardson; edizioni musicali Decca Records)

La versione in CD del 2012 inserisce, rispettando la 'scaletta' del concerto originale, dopo You've Made Me So Very Happy, il medley (durata 10:06) dei brani: Non credere, E se domani, Insieme, Bugiardo e incosciente, Parole parole, Io e te da soli, assente nella prima edizione dell'album, ma già pubblicato e rimasterizzato nel 2006 per l'esclusivo CD Del mio meglio n. 10, Live del cofanetto Ascoltami, guardami.

## Formazione
- Mina - voce
- Antonello Vannucchi - organo Hammond, pianoforte, Fender Rhodes
- Maurizio Majorana - basso
- Filippo Rizzuto - chitarra elettrica
- Silvano Chimenti - chitarra elettrica
- Sergio Conti - batteria
- Roberto Podio - batteria
- Alberto Corvini - tromba
- Oscar Valdambrini - tromba, assolo in Someday
- Giuseppe Cuccaro - tromba
- Marino Di Fulvio - tromba
- Dino Piana - trombone, assolo in Someday
- Biagio Marullo - trombone
- Mario Midana - trombone
- Ennio Gabbi - trombone
- Gianni Basso - sassofono tenore, assolo in Someday
- Santino Tedone - sax alto
- Alfio Galigani - sassofono baritono, flauto
- Quarto Maltoni - flauto
- Rita Monico, Mara Marzarotto, Gisella Fusi - cori

## Successo commerciale
Il doppio 1+1 risulta il decimo album più venduto nel 1973, anno in cui giunge fino alla seconda posizione nella classifica settimanale.
Anche l'edizione del 2012, con il solo CD del concerto dal vivo, entrerà in classifica durante la prima (11º posto) e la seconda (26°) settimana di aprile.